# Barcea (Galați)
Barcea es una comuna ubicada en el distrito de Galați, Rumania.

## Superficie
Posee una superficie de 61,39 kilómetros cuadrados.

## Demografía
Hasta 2021 la población era de 5074 habitantes, con una densidad de población de 82,65 habitantes por kilómetro cuadrado.